# Кызыл Юл (Альшеевский район)
Кызыл Юл (баш. Ҡыҙыл Юл) — деревня в Чебенлинском сельсовете Альшеевского района Республики Башкортостан России.

## История
Статус деревня посёлок приобрёл согласно Закону Республики Башкортостан от 20 июля 2005 года N 211-з «О внесении изменений в административно-территориальное устройство Республики Башкортостан в связи с образованием, объединением, упразднением и изменением статуса населенных пунктов, переносом административных центров», ст.1

6. Изменить статус следующих населенных пунктов, установив тип поселения — деревня:

…

2) в Альшеевском районе:

х) поселка Кызыл юл Чебенлинского сельсовета

## Население
| 2002 | 2009 | 2010 |
| ---- | ---- | ---- |
| 69   | ↘63  | ↘50  |

Национальный состав
Согласно переписи 2002 года, преобладающая национальность — башкиры (100 %).

## Географическое положение
Расстояние до:
- районного центра (Раевский): 36 км,
- центра сельсовета (Чебенли): 8 км,
- ближайшей железнодорожной станции (Раевка): 36 км.